# Garrick Club

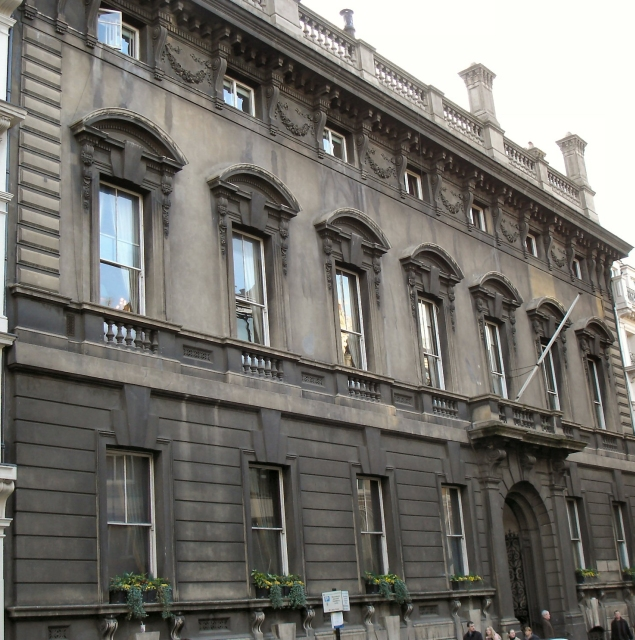
Der Garrick Club, London

Der Garrick Club ist ein berühmter Londoner Gentlemen’s Club, dem vor allem männliche Schauspieler, Schriftsteller und andere Kunstschaffende, in gewissem Umfang aber auch Vertreter der Rechtsberufe angehören.
Gegründet wurde er 1831 unter Federführung von Herzog Augustus Frederick, einem Bruder von König William IV. Seinen Namen verdankt der Club David Garrick, dem führenden britischen Mimen des 18. Jahrhunderts. Entsprechend seinen Zielen befindet sich das Clubhaus in 13-15 Garrick Street etwas abseits des rund um die Pall Mall  gelegenen eigentlichen „Clubland“, und dafür in größerer Nähe zum Londoner Theaterbezirk um Covent Garden.
Die Strenge der Aufnahmekriterien kommt in der Maßgabe zum Ausdruck „It would be better that ten unobjectionable men should be excluded than one terrible bore should be admitted“. Zu den berühmtesten Mitgliedern zählten u. a. die Schriftsteller Charles Dickens, William Makepeace Thackeray, George Meredith, der Schauspieler Henry Irving, der Komponist Edward Elgar und Maler wie Frederic Leighton und Dante Gabriel Rossetti.
Bekannt ist der Club auch für seine über 1000 Exponate umfassende kunst- und theaterwissenschaftlichen Sammlungen sowie für seine Fachbibliothek.
Gegenstand von öffentlicher Kritik war immer wieder, dass der Club Frauen keine Aufnahme gewährte. Aus diesem Grund traten 2024 der Chef des Öffentlichen Dienstes, Simon Case, und der Chef des Secret Intelligence Service, Richard Moore, aus dem Club aus. Nach einer mehrheitlich positiv ausgefallenen Abstimmung unter den Mitgliedern steht seit Mai 2024 der Club Personen unabhängig des Geschlechts offen.

## Weblink
- Offizielle Website